# Битва під Переритою
Би́тва під Перери́тою — сутичка військ Речі Посполитої під командуванням короля Яна Собеського з турецько-татарськими загонами 13 вересня 1691 року під час походу на Молдову. Татари атакували загін надвірного коронного маршалка Героніма Августина Любомирського і билися з ним, поки король не прислав допомогу. Собеський розраховував на велику битву, але супротивник на неї не наважився. Татарські війська відступили, і сили Речі Посполитої змогли переправитися через Прут та вирушити вглиб Молдови.